# Łużyszcze
Łużyszcze (biał. Лужышча; ros. Лужище) − wieś na Białorusi, w obwodzie grodzieńskim, w rejonie oszmiańskim, w sielsowiecie Holszany.

## Historia
W czasach zaborów zaścianek i okolica szlachecka w gminie Holszany, w powiecie oszmiańskim, w guberni wileńskiej Imperium Rosyjskiego. W 1866 roku okolica miała 46 mieszkańców w 3 domach, zaścianek 11 mieszkańców w 1 domu. W 1905 roku wymieniono 5 zaścianków i wieś; zaścianek Wierżbickiego (19 mieszkańców, 40 dziesięcin), zaścianek Wojtkiewicza (3 mieszkańców, 21 dziesięcin), zaścianek Spirydy (8 mieszkańców, 12 dziesięcin), zaścianek Łodziatych (11 mieszkańców, 26 dziesięcin), zaścianek (54 mieszkańców, 67 dziesięcin) i wieś (62 mieszkańców, 54 dziesięcin).
W latach 1921–1945 zaścianek leżał w Polsce, w województwie wileńskim, w powiecie oszmiańskim, w gminie Holszany.
W 1931 w 25 domach zamieszkiwało 119 osób.
Wierni należeli do parafii rzymskokatolickiej w Holszanach. Miejscowość podlegała pod Sąd Grodzki w Holszanach i Okręgowy w Wilnie; właściwy urząd pocztowy mieścił się w Holszanach.